# برگ‌پیچان
برگ‌پیچان (نام علمی: Tortricidae) نام یک تیره از راسته پروانه‌سانان است.